# Jean Decazes
Pour les articles homonymes, voir Decazes.
Jean Decazes, né le 30 avril 1864 à Paris 8e et mort le 31 août 1912 à Chantilly, est un gentilhomme français qui fut un homme du monde et un sportif de la Belle Époque. Il était à titre honorifique chambellan du roi de Danemark. C'était un habitué du salon de Madame Arman de Caillavet, l'égérie d'Anatole France.

## Biographie

### Famille
Né à Paris, Jean Élie Octave Louis Sévère Amanieu Decazes de Glücksbierg, troisième duc Decazes, duc de Glücksbierg est le fils unique du duc Louis Decazes et de sa femme, née Séverine Rosalie de Löwenthal.

#### Mariage et descendance

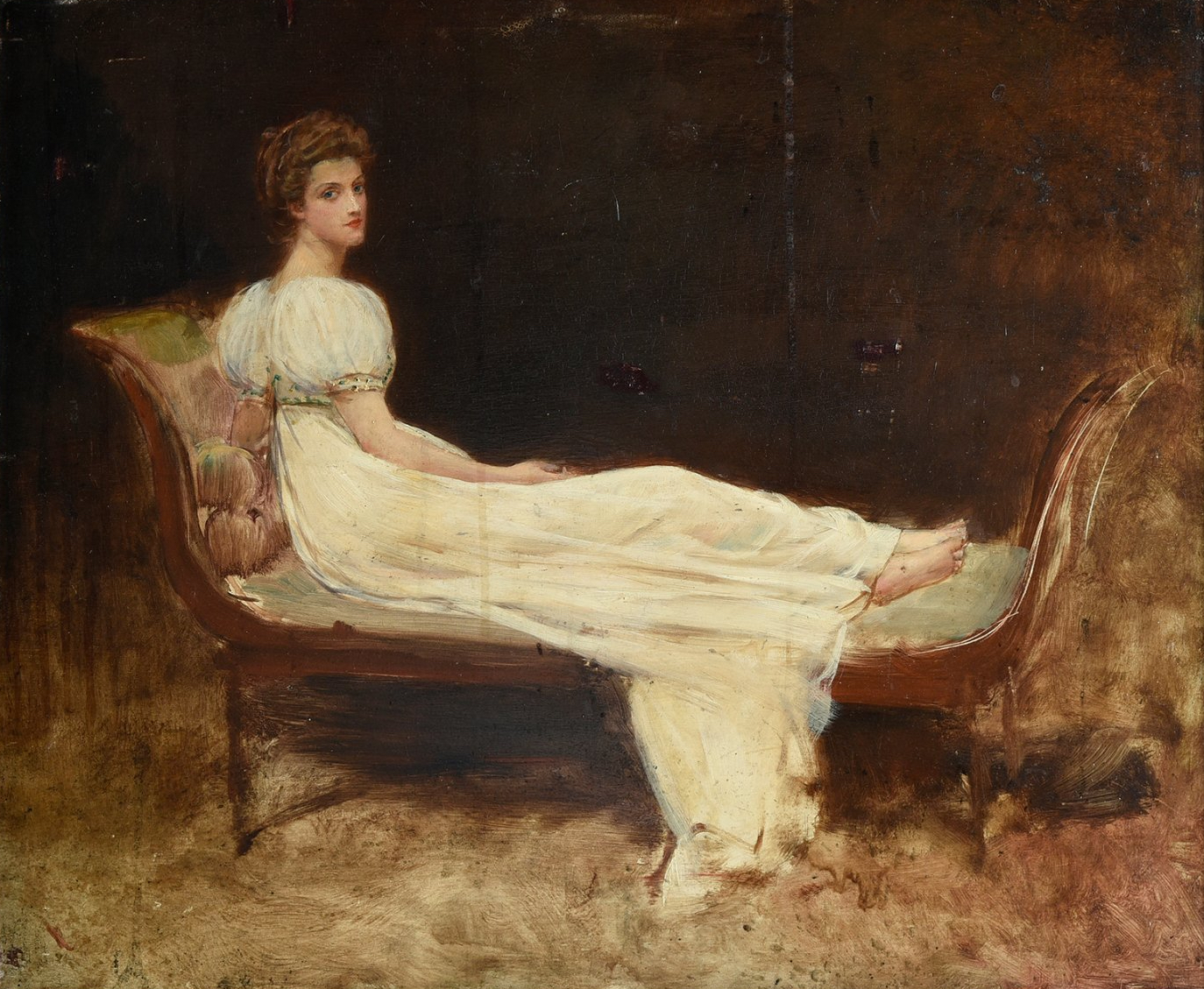
Portrait de la duchesse Isabelle Decazes de Gluckberg, née Singer.

Il épouse, le 28 avril 1888, la richissime Isabelle-Blanche Singer (1869-1896), une des filles d'Isaac Merritt Singer, fondateur de la célèbre entreprise de machines à coudre Singer, et de sa seconde épouse, née Isabelle Boyer. Isabelle-Blanche lui apporte en dot 2.000.000 de dollars.
Ils ont trois enfants : 
- Louis Jean Victor Sévère (1889 - 1941) ;
- Marguerite Séverine Philippine (1890 - 1962), mieux connue sous le surnom de Daisy, qui épousa un cousin de Winston Churchill, Reginald Fellowes ; Daisy Fellowes est propriétaire de la villa La Zoraïde au Cap Martin.
- Jacques Louis Élie (Paris, le 31 août 1891 - mort pour la France[3] à Nauroy, le 15 mars 1916), célibataire et sans enfants.

Le duc Decazes possédait une villa à Costebelle dans le midi de la France, la villa Sylvabelle, qui eut l'honneur d'être visitée par la reine Victoria, pendant son séjour à la Villa des Palmiers et dans les environs de Hyères, en mars-avril 1892.
Sa femme s'est suicidée en 1896 et leurs enfants ont été élevés en grande partie par leur tante Winnaretta Singer, princesse Edmond de Polignac.
Il est décédé le 31 août 1912 dans sa propriété de Chantilly où il s'était retiré à la suite d'une attaque d'hémiplégie survenue en 1911. 

### Carrière sportive
Jean Decazes a remporté une médaille d'argent en voile aux Jeux olympiques de 1900. L'année suivante, il remporte aussi la coupe de France avec son voilier le Quand-Même II.
Dans la course Alger-Toulon de mai 1905, appelée par les Anglais « The 500 miles Marathon » et à laquelle participe Camille du Gast le Duc et Paul Chauchard -Président du Club Nautique de Nice- manquèrent perdre la vie, n'ayant été retrouvés avec Baudouin le concepteur de leur navire que près de quinze jours après leur avarie sur le Quand-Même II, déshydratés au large de la Sicile, les secours les ayant cru un temps déjà morts en abandonnant durant plusieurs jours les recherches (Cette version semble une réécriture légendaire de la réalité : Decazes et ses compagnons ont été secourus le jour même de la tempête comme le relate le quotidien organisateur de la course, Le Matin).
Mécène du sport, encourageant les initiatives dans le yachting, l'automobile, l'escrime et la boxe. il était vice-président de l'Automobile Club de France, membre du yacht Club, président du Cercle Hoche, du National Sporting Club de France et membre de l'Académie des Sports.